# Ms. (Zeitschrift)
Ms. ist eine US-amerikanische feministische Zeitschrift, die 1972 von den Feministinnen der zweiten Welle Gloria Steinem und Dorothy Pitman Hughes gegründet wurde.

## Geschichte
Mit Unterstützung von Clay Felker, dem Herausgeber der Zeitschrift New York, erschien die erste Ausgabe von Ms. am 20. Dezember 1971 im Vorabdruck als herausnehmbare Beilage der Zeitschrift New York und eigenständig im Januar 1972. Von der ersten Ausgabe wurden 300.000 Exemplare gedruckt, die innerhalb von acht Tagen verkauft waren. Das Magazin widmete sich Frauenthemen wie Lohngleichheit, forderte das Recht auf legale Abtreibung und prangerte das Unrecht des Patriarchats an. Modeberichte oder Kochrezepte veröffentlichte die Redaktion nicht. Die höchste Auflage in seiner Geschichte hatte das Magazin mit mehr als einer halben Million Exemplaren.
Als Ende der 1970er Jahre feministische Anliegen in der US-amerikanischen Gesellschaft stärker berücksichtigt wurden, verlor Ms. Leserinnen, Anzeigen und Auflage. Im September 1987 stieg Gloria Steinem aus. Die Australierinnen Sandra Yates und Anne Summers übernahmen die Leitung. Das Magazin wurde innerhalb von sechs Monaten zweimal verkauft, zunächst an den australischen Konzern John Fairfax Ltd., der es nach einem halben Jahr weiterverkaufte.
Von Juli 1972 bis 1987 erschien das Magazin monatlich. Seitdem erscheint es vierteljährlich.